# Hamirpur (district in Himachal Pradesh)
Hamirpur is een district in de Indiase deelstaat Himachal Pradesh. Het district heeft een oppervlakte van 1118 km² en 412.700 inwoners (2001). Het districtsbestuur zetelt in Hamirpur. Andere plaatsen in het district zijn Nadaun en Barsar.
Het district Hamirpur grenst aan de districten Kangra, Una, Bilaspur en Mandi. Het district ligt in de Siwaliks. In het zuiden ligt het Govindsagar stuwmeer in de Sutlej, in het noorden het dal van de Beas.
Het is een van de weinige districten in India waar meer vrouwen dan mannen wonen.
Bilaspur · Chamba · Hamirpur · Kangra · Kinnaur · Kullu · Lahul and Spiti · Mandi · Shimla · Sirmaur · Solan · Una